# Mannque Rho
Mannque Rho (* 14. Dezember 1936 in Hamyang, Japanisches Kaiserreich, heute Südkorea) ist ein koreanischer theoretischer Kernphysiker.

## Biografie
Rho studierte zunächst Politik an der Seoul National University und wollte dann zunächst Medizin an der Clark University studieren, wechselte dann aber zur Chemie mit einem Bachelorabschluss 1960. Angeregt durch Vorlesungen von Ben Mottelson und Aage Bohr wechselte er zur Kernphysik und wurde 1965 an der University of California, Berkeley, promoviert. Als Post-Doktorand besuchte er das französische Kernforschungszentrum in Saclay (CEA Saclay). Dort traf er seine spätere Frau, eine Deutsche, und blieb den Rest seiner Karriere in Saclay, wo er Professor wurde. Er wurde dort 1965 Senior-Wissenschaftler (Expert Senior du CEA) und emeritierte 2002, blieb aber wissenschaftlicher Berater.
1966/67 war er Visiting Assistant Professor an der University of Virginia und 1969/70 und 1975 Gastwissenschaftler am CERN. Er war viermal Gastprofessor an der State University of New York at Stony Brook (SUNY) bei Gerald Brown (1973/74, 1978/79, 1982/83, 1988/89), mehrfach (1998, 1999, 2000, 2001, 2002/03) Gastprofessor an Korea Institute for Advanced Study und 2001 an der Seoul National University. 1972 war er Gastprofessor in Tokio und 1988 an der Universität Nagoya. Ab 2009 ist er auch Professor an der Hanyang-Universität in Südkorea (wo er schon 2004 Gastprofessor war).
Rho befasste sich mit subnuklearen Freiheitsgraden und chiralen Symmetrien und Feldtheorien in der Kernphysik. Er entwickelte 1979 mit Gerald Brown das Chiral Bag Model von Hadronen, in dem wie in Bag-Modellen üblich die Quarks in einem endlichen Volumen eingeschlossen sind und sich darin frei bewegen können, gleichzeitig aber durch Ankopplung an eine Pionenwolke an der Oberfläche die chirale Symmetrie (näherungsweise) erhalten ist. 1991 führte er mit Brown Brown-Rho-Skalierung ein, die das Verschwinden der Hadronenmassen in sehr dichten und heißen Umgebungen beschreiben (Neutronensterne, frühes Universum). Es wurde in Schwerionenexperimenten am CERN (Dileptonen-Produktion) getestet.
1985 erhielt er den Paul-Langevin-Preis und 1995 den Gay-Lussac-Humboldt-Preis. Er war Humboldt-Preis Professor an der Gesellschaft für Schwerionenforschung (GSI) in Darmstadt (1995, 1997) und der TU München (1996). 1999 erhielt er den Preis der koreanischen Akademie der Wissenschaften und 1997 die nationale Medaille für zivile Verdienste des Präsidenten der Republik Südkorea. 2002 erhielt er den Ho-Am-Preis (von Samsung, Korea) und 2003 wurde er Ehrendoktor der Clark University.
Er ist Mitglied der Koreanischen Akademie der Wissenschaften, der New York Academy of Sciences und war 1972 und 1988 Fellow der Japan Society for the Promotion of Science.
Seit 1993 ist er Herausgeber des „International Journal of Modern Physics“.

## Persönliches
Er ist verheiratet und hat einen Sohn.

## Schriften
- mit Maciej A. Nowak, Ismail Zahed: Chiral nuclear Dynamics. World Scientific 1996.
- Chiral nuclear dynamics II: From quarks to nuclei to compact stars, World Scientific, 2. Auflage 2008.
- mit Gerald Brown (Hrsg.): The multifaceted skyrmion, World Scientific 2010
- Herausgeber mit Denys Wilkinson Mesons in nuclei, 3 Bände, North Holland 1979.
- Herausgeber mit Roger Balian, G. Ripka Nuclear physics with heavy ions and mesons, North Holland 1978 (Les Houches Lectures 1977).
- Herausgeber mit D.-P. Min: Chiral dynamics in hadrons and nuclei, Seoul National University Press 1995.
- mit Jeremy Holt, Wolfram Weise:  Chiral symmetry and effective field theories for hadronic, nuclear and stellar matter, Physics Reports, Band 621, 2016, S. 2–75, Arxiv